# Unterpräfektur Nemuro

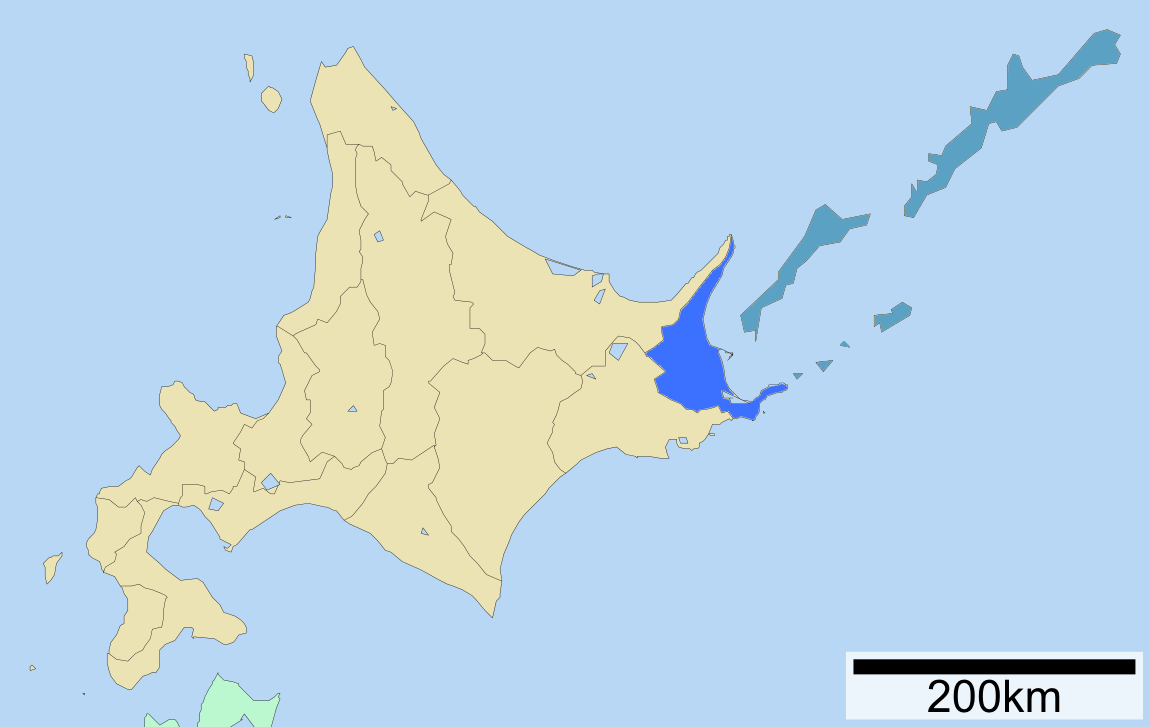
Lage der Unterpräfektur Nemuro

Nemuro (jap. 根室振興局, Nemuro-shinkō-kyoku) ist eine Unterpräfektur der Präfektur Hokkaidō. Sie hat, einschließlich der von Japan beanspruchten Südkurilen (Kurilenkonflikt) eine Fläche von 8.533,96 km² und eine Einwohnerzahl von 86.152 (Stand: 31. Juli 2004).

## Geschichte
Die Einrichtung der Unterpräfektur Nemuro (根室支庁, Nemuro-shichō) erfolgte im November 1897. Im Dezember 1903 folgte die Zusammenlegung mit der Unterpräfektur Shana (紗那支庁, Shana-shichō). Im August 1945 besetzte die Sowjetunion die Kurilen. Am 28. April 1952 gab Japan mit der Unterzeichnung des Friedensvertrags von San Francisco seine Ansprüche auf die Kurilen nördlich von Etorofu auf (die Landkreise Uruppu, Shimushiru und Shumushu auf den gleichnamigen Inseln Uruppu, Shimushiru und Shumushu).
Bei der Neugliederung von Hokkaidō zum 1. April 2010 erfolgte die Umbenennung in Nemuro-shinkō-kyoku sowie die administrative Unterordnung unter die Unterpräfektur Kushiro.

## Verwaltungsgliederung

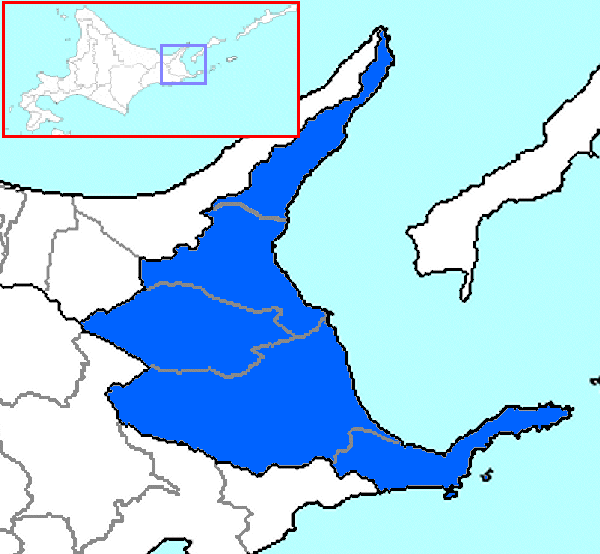
Gemeinden der Unterpräfektur Nemuro in den von Japan verwalteten Teilen

### Großstädte (市,shi)
- Sitz der Unterpräfekturverwaltung: Nemuro

### Landkreise (郡,gun)
Liste der Landkreise der Unterpräfektur Nemuro, sowie deren Städte (町, chō) und Dörfer (村, mura).
- Notsuke
  - Betsukai
- Shibetsu
  - Nakashibetsu
  - Shibetsu
- Menashi
  - Rausu

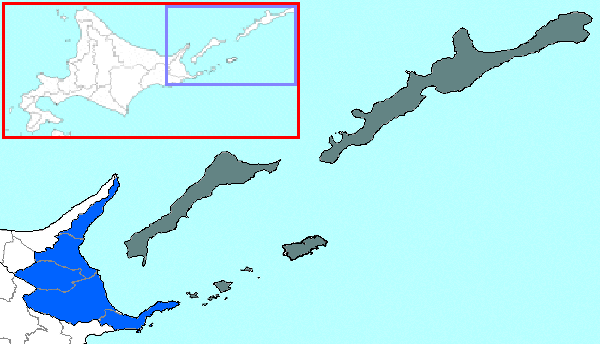
Gemeinden der Unterpräfektur Nemuro (einschließlich der von Russland verwalteten Teile)

Landkreise die von Russland verwaltet, aber von Japan beansprucht werden:
- Shikotan
  - Shikotan (russ. Malokurilsk)
- Kunashiri
  - Tomari (russ. Golownino)
  - Ruyobetsu (russ. Juschno-Kurilsk)
- Etorofu
  - Rubetsu
- Shana
  - Shana (russ. Kurilsk)
- Shibetoro
  - Shibetoro

### Umstrittene Inseln
- Habomai-Gruppe/Chabomai
- Shikotan/Schikotan
- Kunashiri/Kunaschir
- Etorofu/Iturup

## Verkehr
Der östlichste Flughafen Japans, der Flughafen Nakashibetsu befindet sich in der Stadt Nakashibetsu im Landkreis Shibetsu.